# آنتونیو بیسیگاتو
آنتونیو بیسیگاتو (انگلیسی: Antonio Bisigato; ۲۷ ژوئیهٔ ۱۹۱۱ – ۱۶ مارس ۱۹۶۵) بازیکن فوتبال اهل ایتالیا بود.
از باشگاه‌هایی که در آن بازی کرده‌است می‌توان به باشگاه فوتبال اینتر میلان، باشگاه ورزشی لاتزیو، باشگاه فوتبال ونتزیا، و باشگاه فوتبال باری اشاره کرد.